# Vor dem Wassertor 6 (Aschersleben)

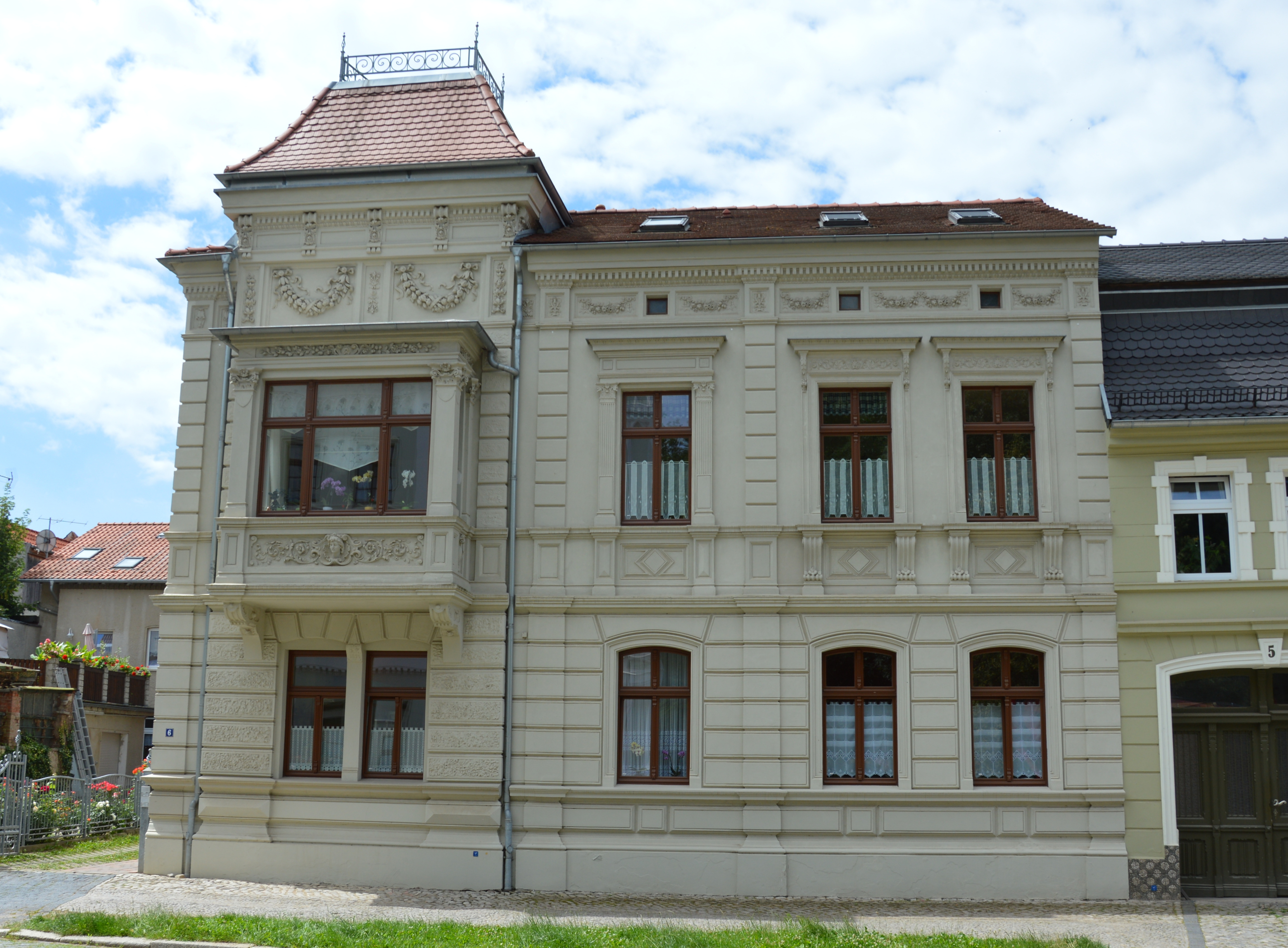
Haus Vor dem Wassertor 6

Das Gebäude Vor dem Wassertor 6 ist ein denkmalgeschütztes Wohnhaus in Aschersleben in Sachsen-Anhalt.

## Lage
Es befindet sich im südlich der Aschersleber Innenstadt, auf der Südseite der Straße Vor dem Wassertor.

## Geschichte und Architektur
Das villenartig repräsentativ gestaltete Haus entstand im Jahr 1894. Es wurde in massiver Bauweise errichtet und ist im Stil der französischen Neorenaissance gestaltet. Die Fassade des das Straßenbild prägenden Hauses ist üppig verziert.
Im örtlichen Denkmalverzeichnis ist das Wohnhaus unter der Erfassungsnummer 094 80575 als Baudenkmal verzeichnet.